# ヴァネッサ・メイ

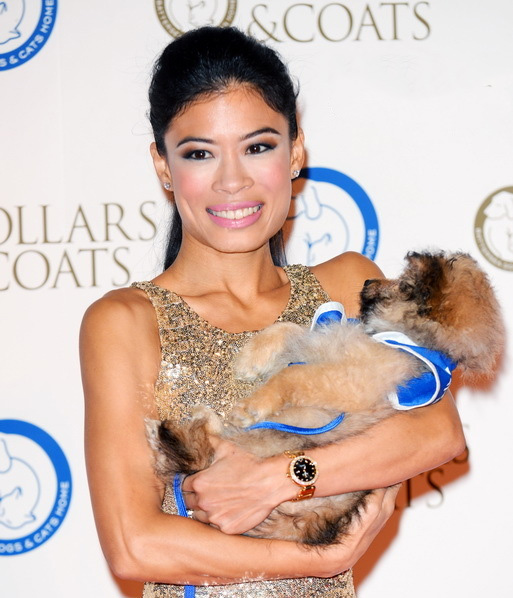
ヴァネッサ・メイ

ヴァネッサ・メイ（Vanessa-Mae, 1978年10月27日 - ）は、シンガポール出身のヴァイオリニスト。現在はイギリス国籍。いわゆるオルタナティヴやフュージョンと呼ばれるジャンルのミュージシャンとして、クラシック音楽とポップスの垣根を越えて活躍している。

## 略歴・人物
本名はヴァネッサ＝メイ・ヴァナコルン・ニコルソン。母親が華僑のため、チェン（チャン）・メイ（陳美）という中国名を持つ（母親の名字は陳「閩語：タン」）。実父がタイ人のために、タイ語の名も付けられている。両親の離婚後、母親はイギリス人のグレアム・ニコルソンと再婚。このためロンドンで教育を受ける。
3歳でピアノを、5歳でヴァイオリンを始める。1991年から1992年にかけて、13歳にしてチャイコフスキーとベートーヴェンのヴァイオリン協奏曲を録音し、それまでの最年少録音記録を塗り替える。
成人後は、セクシーな衣裳で音楽ビデオに出演して有名になる。ジャネット・ジャクソンのアルバム「The Velvet Rope」（1997年）にも参加。
ヴァネッサ・メイは、しばしばその活動の仕方において、フィンランドのヴァイオリニスト兼モデル（PLAYBOY誌のセクシーメイト）のリンダ・ブラーヴァと比較されてきた。
1990年からCDアーティストとして活躍を始めているが、日本デビューは1995年と遅かった。
2006年トリノ・オリンピック金メダリスト、荒川静香がフィギュアスケートの本選競技において、ヴァネッサ・メイのアルバム『チャイナ・ガール』（1997年発表）の収録曲「誰も寝てはならぬ」（プッチーニのオペラ「トゥーランドット」のアリアの一つ）を利用し、特技のイナバウアーを披露したことから、日本国内でこの曲が非常に話題を集めた。当時アルバムは廃盤になっていたことから、この曲を含むベストアルバムが急遽リリースされた。
2014年ソチオリンピックにアルペンスキーのタイ代表選手として、父親の姓を使った「ヴァネッサ・バナコーン」を名乗って出場したが、後に出場資格を巡る不正が発覚し、国際スキー連盟から４年間の大会出場禁止処分を受けた。その後、不正は無かったと判明している。